# Aulopareia atripinnatus
Aulopareia atripinnatus es una especie de peces de la familia de los Gobiidae en el orden de los Perciformes.

## Hábitat
Es un pez de clima tropical y demersal.

## Distribución geográfica
Se encuentra en el Pacífico occidental.

## Observaciones
Es inofensivo para los humanos. 